# CD Projekt
CD Projekt (ook bekend als CD PROJEKT Capital Group) is een Poolse naamloze vennootschap gevestigd in Warschau. CD Projekt is de moedermaatschappij van onder andere cdp.pl, CD Projekt RED en GOG.com.

## Geschiedenis
Uitgever van computerspellen cdp.pl (toen CD Projekt genaamd) was het eerste bedrijf van de huidige CD Projekt Group en werd in 1994 opgericht. 
In 2002 werd de computerspelontwikkelaar CD Projekt RED Sp. z o.o. opgericht en is verantwoordelijk voor onder andere The Witcher-serie.
Distributiewebsite GOG.com (initieel en afkorting voor "Good Old Games") begon in 2008 als verspreider van klassieke pc-spellen voor moderne systemen. Spellen op GOG.com bevatten geen digital rights management (DRM). Sinds 2012 biedt de site ook recenter ontwikkelde spellen aan.
Nadat in 2009 een intentieverklaring werd getekend tussen vertegenwoordigers van Optimus S.A. en CD Projekt, verkreeg Optimus in 2010 alle aandelen van CD Projekt. Begin 2011 fuseerde beide bedrijven officieel en als gevolg daarvan werd Optimus S.A. hernoemd naar CD Projekt S.A. waarna in oktober van dat jaar CD Projekt RED Sp. z o.o. werd opgenomen in CD Projekt S.A.
In 2012 werd de uitgever van spellen hernoemd naar cdp.pl na tot die tijd CD Projekt te hebben geheten. Om de reorganisatie compleet te maken werd de Capital Group hernoemd naar CD Projekt in lijn met hoe het bedrijf in de geschiedenis heeft geheten.

## Dochterondernemingen
- Cdp.pl, uitgever van computerspellen
- CD Projekt RED (CD Projekt S.A.), ontwikkelaar van computerspellen
- GOG Ltd., online distributeur van computerspellen